# Viaducto César Gaviria Trujillo
Viaducto César Gaviria Trujillo is een tuibrug tussen de Colombiaanse gemeenten Pereira en Dosquebradas (Risaralda) en overbrugt de rivier Otún. Op het moment waarop de brug werd geopend, in 1997, was het de 20e langste tuibrug ter wereld.
De brug heeft een totale lengte van 440 meter, inclusief de centrale overspanning van 211 meter. Er zijn vier rijstroken en twee voetpaden met een totale breedte van 26 meter. De twee pilonen hebben een hoogte van 56 meter boven het dek en een maximale hoogte boven de rivier van 55 meter.
De brug is vernoemd naar de president van Colombia César Gaviria in de periode 1990-1994.